# Пол Коте
Пол Коте (англ. Paul Côté, 28 січня 1944 — 19 липня 2013) — канадський яхтсмен.
Бронзовий призер Олімпійських Ігор 1972 року в класі Солінґ.